# رون لارسون (ورزشکار)
رون لارسون (انگلیسی: Rune Larsson; ۱۷ ژوئن ۱۹۲۴ – ۱۷ سپتامبر ۲۰۱۶) ورزشکار دو و میدانی اهل سوئد بود.
وی در مسابقات کشوری و بین‌المللی در مجموع برندهٔ ۴ مدال برنز شده‌است.